# Fórmula del quadrupol
En relativitat general, la fórmula del quadrupol descriu el ritme d'emissió d'ones gravitacionals d'un sistema de masses a partir del canvi del moment quadrupolar de massa. La fórmula és:
{\displaystyle {\bar {h}}_{ij}(t,r)={\frac {2G}{c^{4}r}}{\ddot {I}}_{ij}(t-r/c),}
on {\displaystyle {\bar {h}}_{ij}} és la part espacial de la pertorbació de la mètrica (més concretament, de la traça inversa de la pertorbació) és a dir, l'ona gravitacional; {\displaystyle I_{ij}} és el moment quadrupolar de massa i els dos punts simbolitzen una doble derivada temporal.
La fórmula va ser obtinguda per primera vegada per Albert Einstein el 1918. Després d'una llarga història de debat sobre la seva correcció física, les observacions de pèrdues d'energia a causa de la radiació gravitacional de PSR B1913+16 (descobert el 1974) van confirmar el resultat, amb un acord de fins al 0,2% el 2005.